# Suraż (stacja kolejowa)
Suraż (ros. Сураж) – stacja kolejowa w miejscowości Suraż, w rejonie suraskim, w obwodzie briańskim, w Rosji. Położona jest na linii Orsza - Uniecza.